# Érika Cristiano dos Santos
Erika Cristiano dos Santos (nascuda el 4 de febrer de 1988, São Paulo, Brasil), coneguda com a Erika és una futbolista brasilera.

## Selecció femenina de futbol de Brasil
Va integrar la Selecció femenina de futbol de Brasil que va jugar Jocs Olímpics de Pequín 2008 guanyant la medalla de Plata, i també va disputar la Copa Mundial Femenina de Futbol Sub-20 de 2008 jugada a Xile.